# New Orleans Saints 1970
La stagione 1970 dei New Orleans Saints è stata la terza della franchigia nella National Football League. Guidata ancora da Tom Fears la squadra terminò con 2 vittorie, 11 sconfitte e un pareggio, al quarto posto della propria division. Tom Dempsey nella gara contro i Detroit Lions stabilì un record NFL con un field goal segnato da 63 yard. Tale primato resistette fino al 2013.

## Roster
| Roster dei New Orleans Saints nel 1970 |
| --- |
| Quarterback - 14 Ed Hargett - 17 Billy Kilmer Running Back - 38 Tony Baker - 32 Tom Barrington - 47 Bill Dusenbery - 48 Andy Livingston - 35 Jim Otis FB - 22 Elijah Pitts - 39 Ernie Wheelwright Wide Receiver - 46 Danny Abramowicz - 00 Ken Burrough - 25 Al Dodd - 85 Ray Poage - 30 Bob Shaw Tight End - 83 Dave Parks Offensive Linemen - 50 Jake Kupp G - 70 Errol Linden T - 75 Mike Richey T - 67 John Shinners G - 73 Jerry Sturm C - 72 Don Talbert T - 77 Mike Taylor T - 61 Del Williams G Defensive Linemen - 84 Larry Estes DE - 89 Dave Long DT - 87 Richard Neal DE - 76 Dave Rowe - 60 Doug Sutherland DT - 74 Mike Tilleman DT Linebacker - 53 Dick Absher - 82 Johnny Brewer - 55 Jackie Burkett - 66 Bill Cody - 59 Wayne Colman - 52 Harry Jacobs - 57 Mike Morgan Defensive Back - 18 Hugo Hollas SS - 20 Delles Howell CB - 24 Elijah Nevett CB - 21 Joe Scarpati FS - 23 Doug Wyatt CB Special Team - 19 Tom Dempsey K - 10 Julian Fagan P                      |
| Legenda - I rookie sono in corsivo. - Il primo ruolo è il principale mentre gli eventuali successivi indicano i ruoli secondari. - (IR) sta per Injured Reserve ed indica la lista ristretta per un solo giocatore infortunato che può tornare ad allenarsi dopo la settimana 6 e a rientrare in prima squadra dopo che questa ha giocato 8 partite. - (NF-Inj.) / (NF-Ill.) stanno rispettivamente per Non-Football Injured e Non-Football Illness ed indicano le liste dove viene inserito un giocatore che ha un infortunio o una malattia non dipendente dal football americano. - (PUP) sta per Physically Unable to Perform ed indica la lista dove viene inserito un giocatore mentre è in attesa di recuperare la condizione fisica. Nella stagione regolare dopo la sesta partita giocata dalla propria squadra, il giocatore ha tempo tre settimane per riprendere ad allenarsi, più tre settimane aggiuntive dal suo rientro agli allenamenti per rientrare in prima squadra. |

## Calendario
| Stagione regolare |                        |           |
| Turno             | Avversario             | Risultato |
| 1                 | Atlanta Falcons        | S 14–3    |
| 2                 | at Minnesota Vikings   | S 26–0    |
| 3                 | New York Giants        | V 14–10   |
| 4                 | at St. Louis Cardinals | S 24–17   |
| 5                 | at San Francisco 49ers | P 20–20   |
| 6                 | at Atlanta Falcons     | S 32–14   |
| 7                 | Los Angeles Rams       | S 30–17   |
| 8                 | Detroit Lions          | V 19–17   |
| 9                 | at Miami Dolphins      | S 21–10   |
| 10                | Denver Broncos         | S 31–6    |
| 11                | at Cincinnati Bengals  | S 26–6    |
| 12                | at Los Angeles Rams    | S 34–16   |
| 13                | San Francisco 49ers    | S 38–27   |
| 14                | Chicago Bears          | S 24–3    |

## Classifiche
| NFC West            |    |    |   |      |       |       |     |     |     |
|                     | V  | S  | P | %    | DIV   | CONF  | PF  | PS  | STR |
| San Francisco 49ers | 10 | 3  | 1 | .769 | 3–2–1 | 6–3–1 | 352 | 267 | V3  |
| Los Angeles Rams    | 9  | 4  | 1 | .692 | 4–1–1 | 7–3–1 | 325 | 202 | V1  |
| Atlanta Falcons     | 4  | 8  | 2 | .333 | 3–2–1 | 3–6–2 | 206 | 261 | S1  |
| New Orleans Saints  | 2  | 11 | 1 | .154 | 0–5–1 | 2–8–1 | 172 | 347 | S6  |

Nota: I pareggi non venivano conteggiati ai fini della classifica fino al 1972.